# Metakahlerita
La metakahlerita és un mineral de la classe dels fosfats que pertany al grup de la metaautunita.

## Característiques
La metakahlerita és un arsenat de fórmula química Fe2+(UO₂)₂(AsO₄)₂·8H₂O. Cristal·litza en el sistema triclínic. La seva duresa a l'escala de Mohs es troba entre 2 i 3.
Segons la classificació de Nickel-Strunz, la metakahlerita pertany a «08.EB: Uranil fosfats i arsenats, amb ràtio UO₂:RO₄ = 1:1» juntament amb els següents minerals: autunita, heinrichita, kahlerita, novačekita-I, saleeïta, torbernita, uranocircita, uranospinita, xiangjiangita, zeunerita, metarauchita, rauchita, bassetita, lehnerita, metaautunita, metasaleeïta, metauranocircita, metauranospinita, metaheinrichita, metakirchheimerita, metanovačekita, metatorbernita, metazeunerita, przhevalskita, metalodevita, abernathyita, chernikovita, metaankoleïta, natrouranospinita, trögerita, uramfita, uramarsita, threadgoldita, chistyakovaïta, arsenuranospatita, uranospatita, vochtenita, coconinoïta, ranunculita, triangulita, furongita i sabugalita.

## Formació i jaciments
Va ser descoberta a la mina Sophia, situada a la vall de Böckelsbach, a la vila de Rottweil, dins la Regió de Friburg (Baden-Württemberg, Alemanya). També ha estat descrita en altres indrets d'Alemanya, així com a Àustria, Escòcia, Suïssa, Namíbia, Sud-àfrica i els Estats Units.